# عبد الله الصغير
عبد الله فيصل الصغير مواليد 18 نوفمبر 2004 في القصيم ، السعودية، هو لاعب كرة قدم سعودي يلعب في نادي النجمة.